# Frans Hagenaars
Frans Hagenaars is een Nederlandse muziekproducent.

## Carrière
Hagenaars begon zijn muzikale carrière, eind jaren zeventig, als bassist in de Amsterdamse band Minny Pops. In de jaren tachtig richtte hij zich meer en meer op muziekproductie. In 1992 produceerde hij, in zijn huisstudio, het album Palomine van Bettie Serveert, waarmee hij zichzelf en de band op de kaart zette. Toen Daryll-Ann, in 1995, het album Seabourne West mocht opnemen voor het Engelse Hut Records, kozen zij Hagenaars als producer.
Zo kwam Hagenaars in contact met Daryll-Ann manager Ferry Roseboom, met wie hij een liefde voor vinylsingles deelt. De twee besloten een platenlabel op te richtten, dat zich richtte op de uitgave van vinylsingles van Nederlandse alternatieve-rockbands. Het label kreeg de naam Nothing sucks like Electrolux mee en bracht in 1995 een vijftal vinylsingles uit van Caesar, 13, Visions Of Johanna (het latere Johan), Scram C Baby en Slide (voorheen The Serenes), allen onder productie van Hagenaars.
In 1996 werd de labelnaam veranderd naar Excelsior Recordings, om problemen met het Zweedse Electrolux te voorkomen. Hetzelfde jaar werd Daryll-Ann ontslagen door Hut Records, vanwege de teleurstellende verkoop van Seabourne West. Hierop tekenden Roseboom en Hagenaars de band, waardoor Excelsior Recordings uitgroeide tot een regulier platenlabel. Hagenaars produceerde vervolgens vele albums voor het label.

## Huisproducer
Hoewel Hagenaars mede-oprichter is van Excelsior Recordings, is hij niet de vaste producer van het label. Wel wordt hij gezien als huisproducent van het label. Het is ook niet zo dat Hagenaars enkel werkt voor Excelsior Recordings, hij staat, in principe, ook open voor opdrachten van andere partijen. Hagenaars was eigenaar van de Studio Sound Enterprise in Weesp, waar vele Excelsiorartiesten hun albums opnemen. In 2013 verhuisde Hagenaars de studio naar Amsterdam Noord en veranderde de naam in SSE Noord

## Producties
Hagenaars heeft aan vele platen gewerkt. Hieronder een incomplete lijst.
| Artiest                              | Jaar | Albums                                                         |
| ------------------------------------ | ---- | -------------------------------------------------------------- |
| The Kliek                            | 1990 | Behind bars                                                    |
| Bettie Serveert                      | 1992 | Palomine                                                       |
| Karabekians                          | 1993 | After the show (but not too after)                             |
| Julia P Hersheimer                   | 1994 | Crazy scenes with...                                           |
| Bettie Serveert                      | 1995 | Lamprey                                                        |
| Daryll-Ann                           | 1995 | Seaborne West                                                  |
| Gitbox!                              | 1995 | Our lady on the highway                                        |
| Daryll-Ann                           | 1996 | Weeps                                                          |
| Johan                                | 1996 | Johan                                                          |
| Metal Molly                          | 1996 | More cheese                                                    |
| Scram C Baby                         | 1996 | Et Maintenant ... Le Rock                                      |
| Speed 78                             | 1996 | Skiffle                                                        |
| Benjamin B                           | 1997 | The comfort of replay                                          |
| Nancy Works On Payday                | 1997 | WorkingforCurioCity                                            |
| Simmer                               | 1997 | Mothertongue                                                   |
| Tuesday Child                        | 1997 | Universal Playground                                           |
| Caesar                               | 1998 | No rest for the alonely                                        |
| Deire                                | 1998 | A muse                                                         |
| Sonic69                              | 1998 | Magic Moment Radio                                             |
| Vitamin X                            | 1998 | Se crew                                                        |
| Fence                                | 1998 | Singapore Airlines                                             |
| Scram C Baby                         | 1999 | The happy maker                                                |
| Daryll-Ann                           | 1999 | Happy traum                                                    |
| Grof Geschut                         | 1999 | Meer                                                           |
| De Bossen                            | 2000 | Diver!                                                         |
| Deire                                | 2000 | Winter's over                                                  |
| Jaap Boots                           | 2000 | Zal de hemel                                                   |
| Julia P                              | 2000 | Victory                                                        |
| Fence                                | 2000 | The Return of Geronimo                                         |
| Redivider                            | 2000 | All dressed up                                                 |
| Redivider                            | 2001 | It's not her                                                   |
| Johan                                | 2001 | Pergola                                                        |
| Meindert Talma & the Negroes         | 2001 | Leave stumper                                                  |
| Daryll-Ann                           | 2002 | Trailer tapes                                                  |
| Jimmyhat                             | 2002 | Speed is wonderful                                             |
| Supersub                             | 2002 | Mighty baby                                                    |
| Amsterdam Klezmer Band met Bob Fosko | 2003 | De Amsterdam Klezmer Band met Bob Fosko                        |
| Belmondo                             | 2003 | Sunday needs an aspirin                                        |
| Caesar                               | 2003 | Caesar                                                         |
| Scram C Baby                         | 2003 | Love Is Not Enough                                             |
| Meindert Talma                       | 2003 | Kriebelvisje                                                   |
| verzamelalbum                        | 2003 | College Radio: Alternative Rock Songs                          |
| Alamo Race Track                     | 2003 | Birds at home                                                  |
| Bauer                                | 2004 | Baueresque                                                     |
| GEM                                  | 2004 | Tell me what's new                                             |
| Revelation Time                      | 2004 | Time will tell                                                 |
| Van Dik Hout                         | 2004 | Een handvol zonlicht                                           |
| GEM                                  | 2004 | Tell me what's new                                             |
| Fence                                | 2005 | The Woolf                                                      |
| Emma Peel                            | 2005 | Microgynon girl                                                |
| Hallo Venray                         | 2005 | Vegetables & fruit                                             |
| Spinvis                              | 2005 | Dagen Van Gras, Dagen Van Stro                                 |
| LPG                                  | 2005 | I fear no fo                                                   |
| zZz                                  | 2005 | Sound of zZz                                                   |
| Alamo Race Track                     | 2006 | Black Cat John Brown                                           |
| GEM                                  | 2006 | Escapades                                                      |
| Johan                                | 2006 | THX JHN                                                        |
| Jaap Boots                           | 2007 | Afkuil                                                         |
| Easy Aloha's                         | 2007 | Eddie Ekster maakt een lied                                    |
| Ellen ten Damme                      | 2007 | Impossible girl                                                |
| Moss                                 | 2007 | The long way back                                              |
| Corbelijn                            | 2009 | Corbelijn                                                      |
| Moss                                 | 2009 | Never be scared / Don't be a hero                              |
| Scram C Baby                         | 2010 | Slow Mirror, Wicked Chair                                      |
| Tommigun                             | 2010 | Come Watch Me Disappear                                        |
| Alex Roeka                           | 2010 | Zachtaardig Vergooid                                           |
| Freek de Jonge                       | 2010 | Van A naar Z                                                   |
| Tim Knol                             | 2010 | Tim Knol                                                       |
| Alamo Race Track                     | 2011 | Unicorn loves Deer                                             |
| Tim Knol                             | 2011 | Days                                                           |
| Alex Roeka                           | 2012 | Gegroefd, coproductie met Reyer Zwart                          |
| The Kik                              | 2012 | Springlevend                                                   |
| Moss                                 | 2012 | Ornaments                                                      |
| Mark Lotterman                       | 2012 | Funny                                                          |
| Tim Knol                             | 2013 | Soldier on                                                     |
| Danny Vera                           | 2013 | Distant Rumble                                                 |
| Freek de Jonge                       | 2013 | Zonde, coproductie met Reyer Zwart                             |
| The Kik                              | 2014 | 2                                                              |
| Yorick van Norden                    | 2015 | Happy Hunting Ground, coproductie met Van Norden               |
| Alamo Race Track                     | 2015 | Hawks                                                          |
| The Kik                              | 2015 | Armand & the Kik                                               |
| Alex Roeka                           | 2015 | Voort!, coproductie met Reyer Zwart                            |
| Danny Vera                           | 2016 | The Outsider                                                   |
| Alex Roeka                           | 2017 | En toen ineens, coproductie met Reyer Zwart                    |
| Moss                                 | 2017 | Strike (Mix)                                                   |
| Freek en de Jongens                  | 2017 | Koffers, coproductie met Reyer Zwart                           |
| Anne Soldaat & Yorick van Norden     | 2018 | Unsung Heroes, coproductie met Soldaat en Van Norden           |
| Yorick van Norden                    | 2018 | The Jester; coproductie met Van Norden                         |
| VanWyck                              | 2018 | An average woman                                               |
| Yorick van Norden & Anne Soldaat     | 2018 | Unsung Heroes Too, coproductie met Van Norden en Soldaat       |
| Danny Vera                           | 2019 | Pressure makes Diamonds 1&2                                    |
| Philip Kroonenberg                   | 2019 | Some more time, coproductie met Reyer Zwart                    |
| VanWyck                              | 2019 | Molton Rock, coproductie met Reyer Zwart                       |
| Alex Roeka                           | 2019 | Rauwe genade, coproductie met Reyer Zwart                      |
| Danny Vera                           | 2020 | The new now                                                    |
| Yorick van Norden                    | 2021 | Playing By Ear, coproductie met Van Norden                     |
| Freek de Jonge                       | 2021 | Niemand ontspringt de dans, coproductie met Reyer Zwart        |
| Lenny Kuhr                           | 2022 | Lenny Kuhr, coproductie met Reyer Zwart                        |
| Philip Kroonenberg                   | 2022 | The Therapist, coproductie met Reyer Zwart                     |
| Togo All Stars                       | 2022 | Fa (mix)                                                       |
| Moss                                 | 2022 | HX, coproductie met Arne van Petegem                           |
| VanWyck                              | 2022 | The Epic Tale Of The Stranded Man, coproductie met Reyer Zwart |
| Alex Roeka                           | 2022 | Nieuwe Dromen, coproductie met Reyer Zwart                     |
| Danny Vera                           | 2023 | DNA                                                            |
| Queen's pleasure                     | 2023 | Shy Bairns Get Nowt                                            |
| Togo all Stars                       | 2023 | Spirits (mix)                                                  |
| Esther de Jong                       | 2023 | Even over leven                                                |
| Alamo Race track                     | 2023 | Greetings From Tear Valley And The Diamond Ae                  |
| Philip Kroonenberg                   | 2024 | Wherever you are, coproductie met Reyer Zwart                  |
| Bruut!                               | 2024 | Machine                                                        |